# تيار هوائي

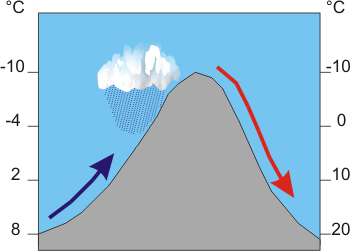
تيار هوائي

التيارات الهوائية هي مناطق تتميز بتدفق الهواء على شكل ريح وذلك بسبب فرق الضغط الجوي.

## التيار الشاقولي
التيار الشاقولي أو كما يعرف بتيار رأسي أو تيار صاعد، وهو عبارة عن حركة جزيئات الهواء بصورة رأسية، تحت تأثير:
أ) إما التسخين الشديد لسطح الأرض.
ب) أو اعتراض حاجز جبلي شديد الانحدار للهواء المتحرك بشكل انسيابي.
ج) أو بفعل تقابل عدة كتل هوائية.

## تيارات هوائية أفقية
التيارات الهوائية الأفقية هي التيارات الهوائية المتحركة بشكل أفقي، الناجمة عن وجود اختلافات أفقية في قيم الضغط الجوي، حيث يتحرك الهواء من منطقة ذات ضغط جوي مرتفع إلى منطقة ذات ضغط جوي منخفض.

## المصدر
- المعجم الجغرافي المناخي